# Haemodipsus brachylagi
Haemodipsus brachylagi ist eine Art der Tierläuse, die als Ektoparasit artspezifisch beim nordamerikanischen Zwergkaninchen (Brachylagus idahoensis) auftritt und erst 2007 von einem toten Weibchen in Nevada erstbeschrieben wurde.

## Merkmale
Von der Art wurden sowohl männliche wie weibliche Tiere beschrieben. Die Männchen haben eine Körperlänge von durchschnittlich 1,35 Millimeter, die Weibchen sind mit durchschnittlich 1,67 Millimeter etwas größer. Der Kopf, der Thorax und der Hinterleib sind leicht sklerotisiert. Der Kopf ist etwas länger als breit und vorn und hinten deutlich abgerundet. Die Fühler sind fünfgliedrig mit einem Basalglied, das deutlich länger als die folgenden Glieder sowie nur etwas länger als breit ist. Das zweite Antennenglied ist zudem länger als die anderen Glieder.
Der Brustabschnitt (Thorax) ist etwa so lang wie breit. Die Brustplatte ist nahezu dreieckig geformt mit abgerundeten Ecken. Die hinteren Beinpaare sind kräftiger ausgebildet als die vorderen. Die Hüften (Coxen) sind fast dreieckig und alle Beine besitzen am Ende kräftige Klauen, die ebenfalls nach hinten größer werden. Das Abdomen ist deutlich breiter als der Brustbereich und besitzt gattungstypisch keine Tergite und Sternite. Bei den Weibchen ist es zudem breiter ausgebildet als bei den Männchen. Weitere arttypische Merkmale betreffen die Position und Ausbildung verschiedener Borsten des Kopfes, des Brustbereichs und des Abdomens sowie der Ausgestaltung der Chitinplättchen und der Genitalien am Abdomen.

## Lebensweise

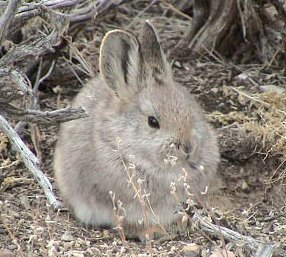
Der einzige bekannte Wirt von Haemodipsis brachylagi ist das Zwergkaninchen.

Haemodipsus brachylagi lebt als blutsaugender Ektoparasit im Fell des Zwergkaninchens (Brachylagus idahoensis). Das Zwergkaninchen ist eng assoziiert mit dem Wüsten-Beifuß (Artemisia tridentata) und lebt im Nordwesten der USA im Bereich des Großen Beckens und einiger angrenzender Regionen. Es reicht vom Südwesten des Bundesstaats Montana und dem westlichen Wyoming bis in den Südwesten von Utah und das zentrale Washington, wo die Art in einem isolierten Bestand vorkommt. Außerdem reicht es vom zentralen Nevada bis zum nordöstlichen Kalifornien, dem östlichen Oregon und dem südlichen Idaho.
Da die Läuse sehr eng an ihre Wirte gebunden sind und die Bestände der Zwergkaninchen in Teilen ihres Verbreitungsgebietes rückläufig sind, wird auch für Haemodipsus brachylagi eine entsprechende Gefährdung angenommen.

## Systematik
Haemodipsus brachylagi wurde der Gattung Haemodipsus zugeordnet, von denen neben dieser Art für Nordamerika nur zwei weitere Arten beschrieben sind. Dabei handelt es sich um Haemodipsus setoni, die mehrere Arten der Echten Hasen und mindestens zwei Arten der Baumwollschwanzkaninchen befällt, sowie die mit dem Wildkaninchen (Oryctolagus cuniculus) eingeführte Haemodipsus ventricosus. Als nächstverwandte Art wurde Haemodipsus setoni identifiziert, die mit Haemodipsus brachylagi sowie der in Zentralasien am Tolai-Hasen (Lepus tolai) lebenden Haemodipsus conformalis eine beinah dreieckige Brustplatte als Hauptmerkmal teilt.
Die Arten der Gattung Haemodipsus werden der Familie der Polyplacidae innerhalb der Echten Tierläuse (Anoplura) zugeordnet.
Die Namensgebung des Artnamens brachylagi leitet sich von dem Wirt, dem Zwergkaninchen (Brachylagus idahoensis) ab.

## Belege
1. 1 2 3 4 5 6 7 8  
Lance A. Durden, Robert L. Rausch: Haemodipsus brachylagi n. sp. (Phthiraptera: Anoplura: Polyplacidae), a new sucking louse from the pygmy rabbit in Nevada. Journal of Parasitology 93(2), 2007: S. 247–251. (Abstract)
2. ↑  
Jeffrey S. Green, Jerran T. Flinders: Brachylagus idahoensis. In: Mammalian Species. Band 125, 1980, S. 1–4. (Volltext (Memento vom 13. Oktober 2014 im Internet Archive))
3. ↑  
Brachylagus idahoensis in der Roten Liste gefährdeter Arten der IUCN 2012.2. Eingestellt von: G.P. Beauvais, E. Sequin, J. Rachlow, R. Dixon, B. Bosworth, A. Kozlowski, C. Carey, P. Bartels, M. Obradovitch, T. Forbes, D. Hays, 2008. Abgerufen am 11. Januar 2013.